# Ruakura
Ruakura  est une banlieue semi-rurale de la cité de  Hamilton  dans la région de Waikato  dans l’Île du Nord de la Nouvelle-Zélande.

## Situation
La banlieue siège à l’est de la zone urbaine de Hamilton et à l’ouest de la route State Highway 1B (une variante de la route State Highway 1/S H 1, qui évite la traversée de la zone urbaine).
L’Université de Waikato est située à proximité la vile de Ruakuar.

## Activités de recherches
Ruakura est synonyme de Ruakura Agriculture Research Centre,car c'est la localisation d'instituts de recherche tels que le AgResearch (en) et le Plant & Food Research (en).
Le secteur de recherche de ‘AgResearch' au niveau de ‘ Ruakura’ comprend des laboratoires de Biologie moléculaire animale, de génomique et de clonage, les technologies de la reproduction, de modélisation des systèmes d’agriculture et de gestion des terres, les sciences du lait et de la viande, les procédés technologiques de traitements et de la sécurité des aliments, le devenir et le bien être des animaux. Le site de recherche sur les plantes et l’alimentation de Hamilton est situé au niveau de la pépinière avec son groupe de Bio-engénieurie et les laboratoires de chimie biologique des aliments. Les travaux sont aussi menés en dehors sur la  contrôle des agents biologiques. La région de Waikato est un contributeur majeur à l’économie basée sur l’agriculture en Nouvelle-Zélande et la ville de ‘Ruakura’ a un rôle important dans cette industrie.
Le centre de recherche sur l’Agriculture de Ruakura est situé sur des terrains, qui sont la propriété de l'iwi de Waikato des Tainui, à qui ils furent retournés par la Couronne en raison du jugement du  1995 Waikato Raupatu Land Settlement (en).

## Projets d'Avenir
Le ‘Waikato Regional Council’ comprend ainsi une majorité de terrains situés à Ruakura, qui sont inclus dans le 'Regional Policy Statement' (PWRPS) proposés comme une zone d’emplois dans le futur.
D'ailleurs le ‘ Hamilton City Council' a suggéré que le plan régional prenne en compte ce PWRPS, en incorporant les structures de Ruakura dans le plan régional. Le projet à long terme pour Ruakura, est qu’il devienne le plus grand centre commercial intégré de la Nouvelle-Zélande avec un bassin de vie, dont le développement soit ancré sur le 'fret et la logistique' formant ainsi un 'hub' pour la répartition des denrées. Le projet fournit une opportunité incomparable pour conduire à la croissance de l’activité économique, tant pour le commerce local que global, pour continuer à croitre. Le projet est de construire une communauté réelle au niveau de Ruakura avec un mélange excitant de haute qualité de vie au travail, mais aussi de qualité de la vie courante et d'éléments de loisirs.

## Liens Externes
- Ruakura site web
- AgResearch site web
- Information on AgResearch's campuses - AgResearch is a Crown Research Institute owned by the New Zealand Government.
- Street map of Ruakura du site web du Conseil de la city d'Hamilton.